# 康夫 (呼出)
康夫（やすお、1938年8月10日 - 2012年12月14日）は、大相撲の呼出。本名：新井培隆。埼玉県出身。1959年1月初土俵。
所属は、花籠部屋→放駒部屋。入門時の年齢が20歳と、かなり遅かった。2002年9月、4代目立呼出となるが、立呼出在位は史上最短の6場所で定年退職となった。

## 履歴
- 1959年1月場所　初土俵。
- 1994年7月場所　呼出の番付制導入により、十両呼出に指名される。
- 1995年1月場所　幕内呼出に昇進。
- 2001年1月場所　三役呼出に昇進。
- 2002年5月場所　副立呼出に昇進。
- 2002年9月場所　立呼出に昇進。
- 2003年7月場所限りで定年退職。
- 2012年12月14日　脳梗塞で死去。74歳没[1]。

## その他
- 本名は培隆だが入門時に「呼びにくいから康夫にしとけ」といわれそのまま名乗った[2]。
- 土俵築きに定評があった。
- 1959年1月初土俵だがこれは正式採用の場所で、1955年頃より呼出しを務めていた。
- 康夫の定年後秀男まで11年間呼出しの定年退職者がいなかった。